# JoAnn Falletta International Guitar Concerto Competition

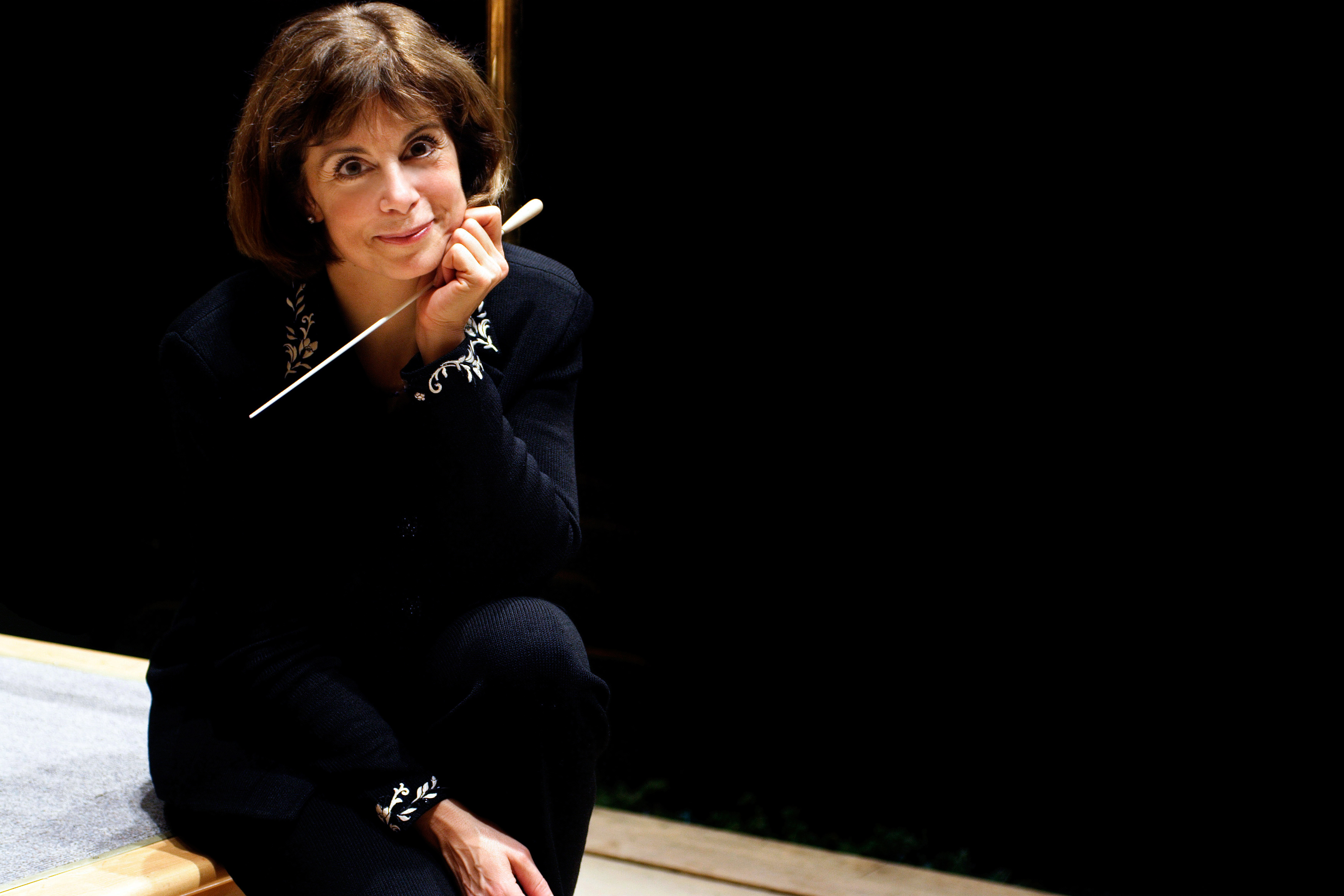
JoAnn Falletta – Die JoAnn Falletta International Guitar Concerto Competition wurde zu Ehren der Musikdirektorin des Buffalo Philharmonic Orchestra (BPO) benannt.

Die JoAnn Falletta International Guitar Concerto Competition ist ein internationaler Wettbewerb für klassische Gitarristen, der alle zwei Jahre in Buffalo, im US-amerikanischen Bundesstaat New York stattfindet.

## Geschichte
Der Wettbewerb wurde 2004 von den Mitgliedssendern WNED-FM, WNED-TV der nichtkommerziellen TV-Senderkette Public Broadcasting Service (PBS) und dem Buffalo Philharmonic Orchestra (BPO) ins Leben gerufen. Er wurde zu Ehren der Musikdirektorin des BPO, JoAnn Falletta, benannt, die auch die Präsidentin des Wettbewerbs ist. Die JoAnn Falletta International Guitar Concerto Competition war der weltweit erste Konzertwettbewerb für klassische Gitarristen mit Begleitung eines vollständigen Sinfonieorchesters. Die künstlerischen Direktoren sind Joanne Castellani und Michael Andriaccio (Castellani-Andriaccio Duo) sowie Donald K. Boswell (Präsident und CEO von Western New York Public Broadcasting).
Der Sieger des Wettbewerbs erhält ein Preisgeld in Höhe von 10.000 US-Dollar, einen Plattenvertrag mit Fleur de Son Classics und kann mit dem Buffalo Philharmonic Orchestra in einem Konzert auftreten.
Bis heute gab es nur drei Gewinner des Wettbewerbs, die alle möglichen Preise (den 1. Preis, den Musicians Favorite Award und den Audience Favorite Award) auf einmal gewonnen haben: 2004 der Pole Marcin Dylla, 2014 der Ukrainer Marko Topchii und 2016 der Russe Anton Baranov.

## Regeln
- Der Wettbewerb findet seit 2004 alle zwei Jahre statt, immer in Buffalo im US-Bundesstaat New York.
- Die Teilnehmer müssen vorgegebene und frei gewählte Musikstücke aus der Erinnerung spielen.
- Das Finale des Wettbewerbs findet in der Kleinhans Music Hall statt, einem nationalen historischen Wahrzeichen mit exquisiter Akustik und einer Sitzplatzkapazität von 2.839 Sitzplätzen.
- Neben dem 1., 2. und 3. Platz im Wettbewerb gibt es drei Sonderpreise: den Audience Favorite Award, den Musicians Favorite Award und den William and Carol Greiner Award. Während der Audience Favorite Award eine recht häufige Auszeichnung in öffentlichen Musikwettbewerben ist, repräsentiert der Musicians Favorite Award die professionelle Wertung der Wettbewerbsteilnehmer durch die Orchestermitglieder des BPO. Der seit 2018 vergebene William and Carol Greiner Award wird an den Teilnehmer vergeben, der mit einem kürzlich komponierten, weniger bekannten Werk aus der Repertoireliste in die Finalrunde gelangt.

## Gewinner
- 2020[2]
  - Aufgrund der COVID-19-Pandemie fand der Wettbewerb im Jahr 2020 nicht statt.
- 2018[3][4][5]
  - 1. Preis:  Südkorea Bokyung Byun
  - 2. Preis:  Volksrepublik China Tengyue Zhang
  - 3. Preis:  Volksrepublik China Congyi Zhang
  - Musicians Favorite Award (Sonderpreis):  Südkorea Bokyung Byun
  - Audience Favorite Award (Sonderpreis):  Volksrepublik China Tengyue Zhang
  - William and Carol Greiner Award (Sonderpreis):  Volksrepublik China Congyi Zhang (China)
- 2016
  - 1. Preis:  Russland Anton Baranov
  - 2. Preis:  Ungarn Andras Csaki
  - 3. Preis:  Vereinigte Staaten Alec Holcomb
  - Musicians Favorite Award (Sonderpreis):  Russland Anton Baranov
  - Audience Favorite Award (Sonderpreis):  Russland Anton Baranov
- 2014
  - 1. Preis:  Ukraine Marko Topchii
  - 2. Preis:  Thailand Ekachai Jearakul
  - 3. Preis:  Vereinigte Staaten Chad Ibison
  - Musicians Favorite Award (Sonderpreis):  Ukraine Marko Topchii
  - Audience Favorite Award (Sonderpreis):  Ukraine Marko Topchii
- 2012
  - 1. Preis:  Türkei Celil Kaya
  - 2. Preis:  Kroatien Petrit Çeku
  - 3. Preis:  Thailand Ekachai Jearakul
  - Musicians Favorite Award (Sonderpreis):  Kroatien Petrit Çeku
  - Audience Favorite Award (Sonderpreis):  Kroatien Petrit Çeku
- 2010
  - 1. Preis:  Russland Artyom Dervoed
  - 2. Preis:  Serbien Nemanja Ostojic
  - 3. Preis:  Frankreich Thomas Viloteau
  - Musicians Favorite Award (Sonderpreis):  Frankreich Thomas Viloteau
  - Audience Favorite Award (Sonderpreis):  Russland Artyom Dervoed
- 2008
  - 1. Preis:  Uruguay Marco Sartor
  - 2. Preis:  Deutschland Laura Klemke
  - 3. Preis:  Vereinigte Staaten Benjamin Beirs
  - Musicians Favorite Award (Sonderpreis):  Deutschland Laura Klemke
  - Audience Favorite Award (Sonderpreis):  Uruguay Marco Sartor
- 2006
  - 1. Preis:  Mexiko Pablo Garibay
  - 2. Preis:  Japan Masao Tanibe
  - 3. Preis:  Vereinigte Staaten Isaac Bustos
  - Musicians Favorite Award (Sonderpreis):  Mexiko Pablo Garibay
  - Audience Favorite Award (Sonderpreis):  Japan Masao Tanibe
- 2004
  - 1. Preis:  Polen Marcin Dylla
  - 2. Preis:  Mexiko Pablo Garibay
  - 3. Preis:  Kuba Rene Izquierdo
  - Musicians Favorite Award (Sonderpreis):  Polen Marcin Dylla
  - Audience Favorite Award (Sonderpreis):  Polen Marcin Dylla

## Jury
- 2018[3]
  -  Russland Irina Kulikova
  -  Spanien Francisco Bernier
  -  Vereinigte Staaten Eric Sessler
  -  Vereinigte Staaten Michael Newman
  -  Vereinigte Staaten Sean Samimi
  -  Vereinigte Staaten Michael Andriaccio
  -  Vereinigte Staaten Joanne Castellani
- 2016
  -  Griechenland Antigoni Goni
  -  Kanada Jeffrey McFadden
  -  Vereinigte Staaten Donald Crockett
  -  Vereinigte Staaten Mark Delpriora
  -  Vereinigte Staaten Jeff Cogan
  -  Vereinigte Staaten Michael Andriaccio
  -  Vereinigte Staaten Joanne Castellani
- 2014
  -  Kroatien Ana Vidović
  -  Italien Micaela Pittaluga
  -  Kanada Dale Kavanagh
  -  Deutschland Thomas Kirchhoff
  -  Vereinigte Staaten David Osenberg
  -  Vereinigte Staaten Michael Andriaccio
  -  Vereinigte Staaten Joanne Castellani
- 2012
  -  Paraguay Berta Rojas
  -  Uruguay Eduardo Fernández
  -  Venezuela Ricardo Iznaola
  -  Vereinigte Staaten Adam Holzman
  -  Vereinigte Staaten Tony Morris
  -  Vereinigte Staaten Michael Andriaccio
  -  Vereinigte Staaten Joanne Castellani
- 2010
  -  Puerto Rico Ernesto Cordero
  -  Italien  Micaela Pittaluga
  -  Argentinien Ernesto Bitetti
  -  Vereinigte Staaten Michael Colina
  -  Vereinigte Staaten Laura Oltman
  -  Vereinigte Staaten Michael Andriaccio
  -  Vereinigte Staaten Joanne Castellani
- 2008
  -  Uruguay Eduardo Fernandez
  -  Spanien Enrique Muñoz Teruel
  -  Vereinigte Staaten Brian Head
  -  Vereinigte Staaten David Leisner
  -  Vereinigte Staaten Tony Morris
  -  Vereinigte Staaten Michael Andriaccio
  -  Vereinigte Staaten Joanne Castellani
- 2006
  -  Polen Marcin Dylla
  -  Spanien Eduardo Pascual Diez
  -  Vereinigte Staaten Miguel del Águila
  -  Vereinigte Staaten David Frost
  -  Vereinigte Staaten Jeff Cogan
  -  Vereinigte Staaten John Landis
  -  Vereinigte Staaten David Dusman
  -  Vereinigte Staaten Michael Andriaccio
  -  Vereinigte Staaten Joanne Castellani
- 2004
  -  Kanada Jack Behrens
  -  Vereinigtes Königreich Carlos Bonell
  -  Vereinigte Staaten Roberto Sierra
  -  Vereinigte Staaten Bruce Holzman
  -  Vereinigte Staaten John Landis
  -  Vereinigte Staaten David Dusman
  -  Vereinigte Staaten Michael Andriaccio
  -  Vereinigte Staaten Joanne Castellani